# 横浜港バラバラ殺人事件
横浜港バラバラ殺人事件（よこはまこうバラバラさつじんじけん）とは、2009年（平成21年）6月に神奈川県横浜市金沢区で発覚したバラバラ殺人事件。
裁判員制度の導入後初めて死刑判決が言い渡されたと同時に、裁判員裁判で初めての死刑確定となった。また、控訴も取り下げたため、裁判員裁判だけの審理で死刑が確定した最初の事例にもなった。

## 事件発生
犯行グループはベトナムなどから覚醒剤の密輸を行っており、本事件において起訴された人数は7人（2023年現在も逃亡中の1名を加え、計8人による犯行）に上った。
2009年6月18日から19日にかけて、前述の犯行グループのIと共犯者は、歌舞伎町の麻雀店経営者の男性と会社員の男性を千葉県船橋市内のホテルに呼び出して監禁した。
Iは「家族に電話させてほしい」「殺さないでください」「せめて殺してから切ってください」と懇願する経営者の首を、「動いちゃ駄目だろ、切れないじゃないか」と生きたまま電動のこぎりで切断、殺害し、共犯者に「人形みたいでしょ」と語った。
会社員の男性は刺殺された後に遺体は解体され、横浜港や山梨県の山中に遺棄された。

## 捜査
その後、Iを含む犯行グループ8人は覚せい剤取締法違反などで逮捕され、共犯者は同容疑で警視庁などに指名手配されたが、タイに逃亡中とみられた。
2009年10月15日、Iは前述の事件で死体遺棄容疑で再逮捕された。またIは被害者の2人を殺害し、うち1人から1340万円を奪ったとして、2009年11月11日に強盗殺人容疑で再逮捕された。
2009年12月9日、神奈川県横浜水上警察署捜査本部は国外に逃亡している共犯者に関して強盗殺人容疑などで逮捕状を請求し、2009年12月15日付で国際刑事警察機構（ICPO）を通じ強盗殺人・殺人容疑などで国際手配した。

## 刑事裁判

### 実行犯I
2010年（平成22年）10月14日、横浜地方裁判所（朝山芳史裁判長）は、覚醒剤密輸事件について有罪とした部分判決を言い渡した。これは裁判員制度の裁判員の負担を減らすために区分審理を採用したためである。
2010年11月1日、被告人Iの強盗殺人・死体遺棄事件に関する審理の初公判が横浜地裁（朝山芳史裁判長）で開かれた。
2010年11月4日の公判で被告人質問が行われ、被告人Iは殺害動機を「私利私欲のため」と述べた上で反省の態度を示した。
2010年11月10日、横浜地裁（朝山芳史裁判長）で開かれた論告求刑公判にて横浜地方検察庁は被告人Iに死刑を求刑した。裁判員裁判における死刑求刑は新橋ストーカー殺人事件（東京地裁で無期懲役判決、確定）に続き2件目だった。
2010年11月16日、被告人Iに関する判決公判が開かれ
、横浜地裁（朝山芳史裁判長）は検察側の求刑通り死刑判決を言い渡した。裁判員裁判における死刑判決はこれが初めてだった。
判決後、朝山裁判長は被告人Iに対し「重大な結論なので控訴を勧めたい」と異例の説諭を行った。また、裁判員6人と補充裁判員1人のうち裁判員を務めた50歳代男性が判決後に記者会見に応じ、「すごく悩み、何度も涙を流した」と感想を述べた。

#### 死刑確定
被告人Iは死刑判決を受けた後、収容先の横浜刑務所横浜拘置支所で接見した弁護団に対し「控訴はしない」と意思を伝えていたが弁護人は説得を続け、2010年11月29日（控訴期限は翌2010年11月30日）に判決を不服として東京高等裁判所に控訴したが、2011年（平成23年）6月16日付で被告人I本人が控訴を取り下げたため死刑が確定することとなった。弁護人はこの控訴取り下げを「無効」と主張し東京高裁へ審理継続申し立てを行っていたため2011年8月末時点では判決未確定となっていたが、2012年7月以降は収容先・東京拘置所で「死刑確定者処遇」となり、裁判員裁判で初めての死刑確定となった。
2017年（平成29年）9月22日現在、死刑囚Iは東京拘置所に収容されている。

### 共犯者
死体遺棄・逮捕監禁罪に問われた共犯被告人の男3人（いずれも滋賀県出身、判決当時は21歳ないし22歳）は2010年5月17日、横浜地裁（佐脇有紀裁判官）で懲役3年・執行猶予5年（求刑・懲役3年）の有罪判決を受けた。強盗致死と死体遺棄、逮捕監禁の罪に問われた被告人の男（判決当時28歳、滋賀県東近江市出身）は2011年1月24日に検察側から懲役15年を求刑され、2011年1月27日に横浜地裁（小池勝雅裁判長）で懲役12年の判決を受けた。被告人は判決を不服として2011年2月7日付で東京高裁に控訴した。この被告人の公判においては当時控訴中で横浜刑務所横浜拘置支所に収容されていた被告人Iに対する出張尋問が行われ、2011年1月20日に裁判官3人・裁判員6人・補充裁判員3人の計12人が横浜刑務所横浜拘置支所へ出向き、被告人Iから尋問を行った。

### 書籍
- 年報・死刑廃止編集委員会『震災と死刑 生命を見つめなおす 年報・死刑廃止2011』インパクト出版会、2011年10月25日、214頁。ISBN 978-4755402180。
- 年報・死刑廃止編集委員会『少年事件と死刑 年報・死刑廃止2012』インパクト出版会、2012年10月25日、239頁。ISBN 978-4755402272。
- 年報・死刑廃止編集委員会『ポピュリズムと死刑 年報・死刑廃止2017』インパクト出版会、2017年10月15日、201,205頁。ISBN 978-4755402807。